# انواع ازدواج
انواع ازدواج بیانگر گونه‌هایی از ازدواج است که به علت تفاوت در دین، نژاد، جنسیت، فرهنگ، جغرافیا، برداشت از کیستی انسان و فشارهای سیاسی و اجتماعی پدید می‌آیند.

## ازدواج در ادیان

### اسلام
ازدواج در اسلام امری مستحب است و در زمانی که فرد بداند که ممکن است دفعتاً و بی‌درنگ مرتکب زنا گردد واجب شمرده می‌شود. ازدواج شرعی اصولاً با پیشنهاد زن (ایجاب) و پذیرش مرد (قبول) انجام می‌گیرد اما برعکس آن – یعنی پیشنهاد مرد و پذیرش زن – نیز که در عرف اغلب جوامع متداول است اشکالی ندارد. اهل سنت حضور دو گواه (شاهد) را نیز برای صحت ازدواج لازم می‌دانند اما از دیدگاه شیعه، گواهی گواهان برای صحت عقد نکاح شرط نیست. در امر طلاق نیز شیعه حضور دو گواه را بایسته می‌شمارد اما اهل سنت نه. در ازدواج، طرفین می‌توانند خود خطبه عقد را به هر زبانی جاری سازند یا به شخص دیگری که واجب هم نیست که روحانی باشد، وکالت دهند تا آن‌ها را به عقد یکدیگر درآورد. به فتوای فقهای نامداری همچون صاحب جواهر در خواستگاری و گزینش همسر، بدون اینکه طرفین محرم شوند می‌توانند به بدن برهنه یکدیگر به‌جز عورت نگاه کنند که البته بعضی از فقهای دیگر این امر را محدود به موها یا سینه کرده‌اند. برابر قول مشهور در فقه شیعه اذن پدر یا جد پدری برای دختر بالغ باکره لازم نیست و دوشیزه خود مستقلاً می‌تواند ازدواج کند اما در میان فقهای معاصر اقلیتی از فقها همچون محمد صادقی تهرانی و محمدصادق روحانی و مهدی هادوی تهرانی به این نظر قائل هستند. چنانچه زن و شوهر جدا شوند (طلاق در ازدواج دائم و انقضا یا بذل مدت در ازدواج موقت) یا شوهر بمیرد، زن برای ازدواج مجدد معمولاً باید چند عادت ماهانه را از سر بگذراند که به نگه داشتن عِدّه نامدار است. برای انعقاد ازدواج باید ۱۱ شرط قرآنی و ۱۳ شرط فقهی رعایت گردد که واپسین آن شرط فقهی جاری کردن خطبه عقد نکاح است.

#### شیعه

##### نکاح دائم
چنان‌چه در ازدواج موقت مدت تعیین نگردد نکاح دائم محسوب خواهد شد.

##### ازدواج موقت
مُتعه یا نکاح مُنقَطِع یا ازدواج موقت که به صیغه نیز معروف است، گونه‌ای از ازدواج در مذهب شیعه است که در آن عقد ازدواج برای مدت معین و محدودی با مهریه‌ای معلوم، میان زن و مرد بسته می‌شود و با پایان آن پیوند زناشویی خودبه‌خود منقضی می‌شود. برخی متعه را ازدواج نمی‌دانند و برآنند که در شریعت اسلام ازدواج دو گونه تعریف نشده است. متعه یعنی تمتع، درحالی‌که هدف از ازدواج، تشکیل خانواده است. متعه در قوانین ایران به پیروی از فقه امامیه به رسمیت شناخته شده‌است، اما در کشورهای اسلامیِ دیگر و کشورهای غربی چنین نهادی وجود ندارد.

#### اهل سنت

##### ازدواج عرفی
در عصر کنونی در میان پاره‌ای از مردم کشورهای سنی مذهب؛ به ویژه گردشگران عرب کشورهای حوزه خلیج‌فارس مرسوم شده، نکاحی است که خارج از دادگاه و بدون نظارت آن انجام می‌گیرد و غالباً بدون حضور ولی و محرمانه رخ می‌دهد.

##### ازدواج مسیار
ازدواج مسیار نوعی ازدواج در فقه اسلامی است (ازدواج مخفی) که در آن زن و شوهر با قراردادن شروطی در عقد نکاح از برخی حقوق و تکالیف خود مانند نفقه، زندگی مشترک، تعیین مسکن به‌دست شوهر و حق قسم (حق مساوی در هم‌بستری در هنگام چندزنی) صرفِ نظر می‌کنند. در نکاح مسیار معمولاً زن و شوهر جدا از یکدیگر زندگی می‌کنند. این نوع از ازدواج بیشتر در میان اعراب سنی‌مذهب ساکن عربستان و کشورهای حاشیه خلیج فارس و در بین جوانانی که امکان آغاز زندگی مستقل ندارند، مردانی که بدون همسر خود به مسافرت رفته‌اند، زنان مطلقه یا بیوه‌ای که تمایل به زندگی مشترک ندارند و زنان مسنی که هنوز ازدواج نکرده‌اند، شایع است.

### یهودیت
به معنای کامل‌شدن و اوج رشد انسانی است. بر پایه آموزه‌های یهودیت، یک زن بدون همسر و یک مرد بدون زن انسان‌هایی کامل نیستند و با پیوند زناشویی از شکل ناقص به وجودی کامل تبدیل می‌شوند. ازدواج در میان یهودیان دارای آیین و آداب ویژه‌ای است.

### مسیحیت
مسیحیان هنگام ازدواج متعهد می‌شوند که یکی شدن مرد و زن را نشانهٔ آشکاری برای محبت خدا به بشر و محبت مسیح به شاگردانش قرار دهند. به همین علت، مسیحیان ازدواج را التزام و تعهد در درازای زندگی می‌شمارند و با طلاق و ازدواج دوباره در زمان زندگی همسر مخالفند. اگرچه ازدواج در مسیحیت پدیده‌ای مقدس محسوب شده و سرّ عظیم نامیده می‌شود، اما در برابر آن دوری گزیدن از ازدواج امری پسندیده‌تر است. شخص مجرد، با تمام توان به خدمت خداوند می‌رسد و با کم‌کردن مشغله‌های دنیوی و زندگی، خود را شبیه عیسی می‌سازد.

### بهائیت
ازدواج در بین بهائیان، اتحاد بین زن و مرد است و بهائیان به امر ازدواج تشویق شده‌اند. اما این ازدواج علاوه بر ارتباط جسمانی باید روحانی نیز باشد. هدف اصلی ازدواج، پرورش روح و ایجاد هماهنگی و وحدت بین دو شریک زندگی تعریف شده‌است. حداقل سن ازدواج پانزده سال تمام است. در آئین بهائی چندهمسری و ازدواج موقت (صیغه) مجاز نیست. ازدواج از بیان رضایت طرفین و پرداخت مهریه بهائی و خواندن آیه‌ای توسط زن و مرد که متن آن در کتاب اقدس ام‌الکتاب دین بهائی امده‌است و ثبت واقعه، امضای والدین و همچنین ۹ گواه رسماً آغاز می‌شود. باید توجه داشت که رضایت والدین دو طرف ازدواج نیز در امر بهائی از عناصر تحقق اقتران است.
آموزه‌های بهائی پیروان این آئین را به پاکدامنی و رعایت موازین اخلاقی قبل از ازدواج و وفاداری کامل به همسر بعد از ازدواج توصیه می‌کند.
عبدالبهاء ازدواج بین نژادی را تشویق کرده‌است و بهائیان (هم دختر و هم پسر) مجازند که با افراد از هر دین و اعتقادی ازدواج کنند.

## ازدواج در نژادهای گوناگون

### ازدواج در میان اعراب

#### اعراب جاهلیت

##### نکاح رهط
نکاح رهط یک نوع از چند شوهری در زمان جاهلیت بوده‌است.

در عربستان پیش از اسلام یا زمان جاهلیت نوعی از چند همسری مرسوم بوده که به آن ازدواج رهط می‌گفتند. ازدواج رهط یعنی ازدواج مشارکتی یا دسته‌جمعی. گروهی از مردان که نباید بیشتر از ده نفر می‌بودند با یک زن نکاح می‌کردند و اگر فرزندی به دنیا می‌آمد، آن زن فرزندش را به هر یک از مردان که خود می‌خواست منتسب می‌کرد و او را پدر فرزند خود قرار می‌داد.

##### شغار
شغار (نکاح عوضی یا نکاح مبادله) گونه‌ای ازدواج است که در آن، دو سرپرست با مهر قرار دادن دخترانشان آن دو را به همسری یکدیگر درمی‌آوردند. این گونه که یکی از دو نفر به دیگری بگوید دخترم (یا خواهرم) را به همسری تو درمی‌آورم به شرط آنکه تو نیز دختر (یا خواهرت) را به همسری من درآوری و مهری نیز در میان نباشد. در واقع مهر آن‌ها یکی به جای دیگری است.
در اسلام این گونه ازدواج ممنوع است. دلیل ممنوع بودن هم روایتی از محمد است که می‌گوید: لا شغار فی الاسلام.

##### ازدواج با کنیز
- ازدواج با کنیز یا ازدواج با امه در واقع نوعی از برده‌داری بوده و مرد مالک برده زن که به او کنیز گفته می‌شود، می‌باشد. کنیز همانند خانه یا زمین از اموال مرد محسوب می‌شود و می‌تواند او را به شخص دیگری ببخشد یا بفروشد.

##### استبضاع
در استبضاع، مردی همسر خود را در اختیار مردی که شجاعت، قدرت یا صفت پسندیده دیگری داشت قرار می‌داد و تا وقتی که همسرش از آن مرد باردار نمی‌شد، از او کناره‌گیری می‌کرد.

## ازدواج بر اساس جغرافیا

### ازدواج در شرق

#### ایران

##### ایران باستان
دارای رسوم و قواعدی است که برخی از آن‌ها منحصر به فرهنگ ایرانی است. این رسوم در طول تاریخ به دفعات تغییر کرده‌اند و در میان اقوام و ادیان و مذاهب و حتی طبقات اجتماعی گوناگون به فراخور متفاوت هستند. در دوره ساسانیان گونهٔ اصلی ازدواج ایرانی «زنیِ پادِخشای» خوانده می‌شد که در واقع انتقال قیمومت دختر از پدر به شوهر بود. همچنین گونه‌ای ازدواج موقت برای زنان وجود داشت که «چَگَر» نامیده می‌شد و آن هنگامی بود که شوهر توانایی فرزندآوری نداشت و زن خود را به عنوان همسر موقت به یکی از نزدیکان می‌داد تا فرزند آورد. در این گونه از ازدواج رضایت زن شرط نبوده است و فرزندان حاصل به شوهر نخست می‌رسیده‌اند. گونهٔ دیگری از ازدواج‌های ایران باستان که باعث بحث و جدل‌های زیادی میان امروزیان شده‌است خویدوده بود که ازدواج با خویشاوندان است.
ذکر این نکته ضرروی‌است که در ایران باستان خویشاوندان نزیدیک همانند عموزادگان را هم جزو محارم می‌دانستند و همچنین زرتشتیان ایران که هنوز به آیین ایران باستان هستند ازدواج با محارم را رد می‌کنند.
ازدواج با محارم در عهد ساسانی و دوران قبل از آن
ازدواج با محارم که سنتی رایج میان اشراف در عهد ساسانی بوده است؛ یعنی خاندان‌ها برای اینکه مانع اختلاط خون خود با بیگانه و افتادن ثروت خود در اختیار بیگانه بشوند کوشش می‌کرده‌اند تا حد امکان با نزدیکان خود ازدواج کنند، و چون این عمل بر خلاف مقتضای طبع بوده با زور و قدرت مذهب و اینکه اجر و پاداشش در جهان دیگر عظیم است و کسی که امتناع ورزد جایش در دوزخ است آن را کم و بیش به خورد مردم می‌داده‌اند. در کتاب اردای ویرافنامه که آن را به «نیک شاپور» از دانشمندان زمان خسرو اول نوشین روان نسبت داده‌اند و شرحی از معراج روح است، چنین آمده‌است که در آسمان دوم روان‌های کسانی را دیده‌است که «خویتک دس» (ازدواج با محارم) کرده بودند و تا جاویدان آمرزیده شده بودند و در دورترین جاهای دوزخ روان زنی را گرفتار عذاب جاودانی دیده زیرا که «خویتک دس» را به هم زده‌است، سرانجام گفته شده‌است «ویراف» که روان وی به معراج رفته هفت تن از خواهران خود را به همسری برگزیده است.
در کتاب سوم «دینکرت» در این زمینه اصطلاحات دیگری به کار رفته از آن جمله اصطلاح «نزد پیوند» است که به معنی پیوند با نزدیکان باشد و در این زمینه به پیوند پدر با دختر و برادر با خواهر اشاره کرده‌اند. «نوسای برزمهر» از روحانیان زردشتی که این قسمت از دینکرت را تفسیر کرده سودهای بسیاری برای این گونه زناشویی آورده و گفته‌است که گناهان جانکاه را جبران می‌کند (تاریخ اجتماعی ایران، جلد ۲، صفحه ۳۹). کریستن سن در کتاب «ایران در زمان ساسانیان» می‌گوید: اهتمام در پاکی نسب و خون خانواده یکی از صفات بارزه جامعه ایرانی به‌شمار می‌رفت، تا به حدی که ازدواج با محارم را جایز می‌شمردند و چنین وصلتی را «خویذوگدس» (در اوستا خوایت ودث) می‌خواندند این رسم از قدیم معمول بود حتی در عهد هخامنشیان اگر چه معنی لفظ خوایت ودث در اوستای موجود مصرح نیست ولی در نسک‌های مفقود مراد از آن بی شبهه مزاوجت با محارم بود (ایران در زمان ساسانیان، صفحه ۳۴۷).
در دوره ساسانی چیزی که بیش از همه دستخوش تصرف و ناسخ و منسوخ و جرح و تعدیل موبدان بود «حقوق شخصی» است. مخصوصاً احکام نکاح و ارث به اندازه ای پیچیده و مبهم بود که موبدان هر چه می‌خواستند می‌کردند و در این زمینه اختیاراتی داشتند که در هیچ شریعتی به روحانیان نداده‌اند (تاریخ اجتماعی ایران، جلد ۲، صفحه ۳۴). تعدد زوجات در دوره ساسانی جاری و معمول بوده‌است. زردشتیان عصر اخیر درصدد انکار این اصل هستند، ولی جای انکار نیست، همه مورخین نوشته‌اند، از هرودوت یونانی و استرابون در عصر هخامنشی گرفته تا مورخین عصر حاضر، هرودوت دربارهٔ طبقه اشراف عهد هخامنشی می‌گوید: «هر کدام از آنها چند زن عقدی دارند ولی عده زنان غیر عقدی بیشتر است». (مشیرالدوله، تاریخ ایران باستان، جلد ششم، چاپ جیبی، صفحه ۱۵۳۵). استرابون دربارهٔ همین طبقه می‌گوید: «آنها زنان زیاد می‌گیرند، و با وجود این زنان غیر عقدی بسیار دارند». (همان مآخذ، صفحه ۱۵۴۳).
البته در منابع کهن زرتشتی مانند گاتها و اوستا معنایی از ازدواج با محارم راجع به خویدوده وجود ندارد.

##### ازدواج دسته‌جمعی شوش
به ازدواج دسته جمعی‌ای گفته می‌شود که میان زنان پارسی و سرداران اسکندر در شوش یکی از پایتخت‌های عهد هخامنشی صورت گرفت.
در سال ۳۲۴ پیش از میلاد اسکندر کوشید در طی جشن‌های بهاری در جهت ایجاد دوستی بین ایرانیان و مقدونی‌ها که قوام امپراتوری نوبنیاد وی، جز براساس آن استوار نمی‌یافت، طرحی تازه بریزد. از این رو در ضیافت باشکوهی که برپا کرد، اسکندر به همراه هشتاد تن از افسران و سرداران خویش با زنان پارسی ازدواج کردند. خود او با استاتیرا (دختر داریوش سوم) ازدواج کرد و نزدیکترین دوست و سردارش هفستیون با دختر کوچکتر داریوش دری‌په‌تیس وصلت کرد. سایر سرداران و افسرانش هم دخترانی با خانوادهٔ هخامنشی یا سایر خانواده‌های بزرگ پارسی تزویج کردند. بعلاوه اسکندر، مقدونی‌های لشکرش را نیز تشویق کرد که زنان ایرانی بگیرند و می‌گویند نزدیک به ده هزار تن از لشکریان او نیز زنان ایرانی گرفتند.

##### ایران امروز
در ایران امروز مقررات ازدواج عمدتاً بر اساس فقه امامیه تدوین شده و ازدواج به دو نحو دائم و موقت می‌تواند صورت پذیرد. در مذهب شیعه جعفری دین اسلام این دو ازدواج در پاره‌ای از آثار با هم یکی هستند و در برخی دگر اختلاف دارند، تفاوت اصلی و جوهری ازدواج موقت با ازدواج دائم در مدت‌دار بودت ازدواج موقت که پس از پایان آن پیوند زناشویی به انتها می‌رسد. همچنین در ازدواج موقت برخلاف ازدواج دائم طلاق وجود ندارد بلکه از اصطلاح بذل مدت استفاده می‌شود، زن حق نفقه ندارد و زن و شوهر از یکدیگر ارث نمی‌برند هر چند می‌توانند ضمن عقد شرط کنند، مهریه هم در ازدواج دائم لازم است و هم در ازدواج موقت، با این تفاوت که در ازدواج موقت عدم ذکر مهر موجب بطلان عقد است ولی در ازدواج دائم عقد باطل نیست و می‌توان مهریه را بعداً توافق کرد یا درصورت عدم توافق مهرالمثل تعیین می‌شود.

#### چین
قانون جدید ازدواج در سال ۱۹۵۰، به‌طور اساسی سنت‌های ازدواج را در چین تغییر داد. اعمال تک همسری، برابری حقوق زنان ومردان، و اهمیت انتخاب در ازدواج از جملهً این تغییرات بود. ازدواج‌های مقرر (arranged marriage) اغلب، رایج‌ترین نوع ازدواج در چین، تا آن زمان بود.

#### افغانستان

##### نکاح اجباری
ازدواج اجباری عبارت از مجبور کردن یا تحت فشار درآوردن فردی برای ازدواج است. به عبارت دیگر زن یا مرد جوانی در اثر فشار روحی یا جسمانی مجبور به ازدواج ناخوانده شود. ازدواج اجباری مصداق تضییع حقوق انسان‌هاست که دختران جامعه قربانیان اصلی آن هستند. این پدیده در افغانستان خیلی زیاد است، بخصوص در دهستان‌ها که حاکمیت دولتی کم‌اند. قربانیان این پدیده دختران خردسال از سن ۸ به بعد می‌باشد.

## ازدواج بر اساس فرهنگ، سیاست و اجتماع

### ازدواج سفید
اصطلاح ازدواج سفید دو کاربرد جدید و کهن متفاوت دارد. کاربرد جدید «ازدواج سفید» (و گاهی ازدواج سپید) اصطلاحی برای توصیف زندگی مشترک بدون ازدواج رسمی ست (که نباید با ازدواج عرفی یا ازدواج حقوق مشترک اشتباه گرفته شود). دو تعریف متفاوت از این زندگی مشترک وجود دارد:
1. در ایران گروهی می‌گویند مقصود از ازدواج سفید آن است که زوجین بدون عقد نکاح اقدام به ازدواج و تشکیل زندگی مشترک می‌کنند.[۳۲] اما ایرانیان آلمان زندگی مشترک بدون ازدواج یا ازدواج سفید را پیش‌زمینه‌ای برای بسیاری از ازدواج‌های رسمی مطرح می‌کنند.
2. همچنین گروه دیگر در ایران آن را معادل زندگی مشترک بدون ازدواج یا هم‌باشی تعریف می‌کنند.[۳۳][۳۴] (البته نه تعریف گسترده‌تر آن که به معنی هم‌زیستی است بلکه تعریف محدود به زندگی مشترک زناشویی بدون ازدواج که طرفین همدیگر را همسر و متعهد به یکدیگر نمی‌دانند).

### هم‌باشی
زندگی زناشویی بدون ازدواج رسمی یا زندگی مشترک بدون ازدواج وضعیتی است که زن و مرد با هم زندگی می‌کنند و کارهای مربوط به خانواده بر دوش هر دو نفر است ولی بسته به تعریف از نظر قانون، عرف یا شرع زن و شوهر رسمی محسوب نمی‌شوند. برخی منابع «ازدواج سفید» را به معنای «هم‌باشی» (cohabitation) و برقراری رابطه جنسی بدون ثبت پیوند ازدواج در نظر گرفته‌اند.
ازدواج مدنی نوعی ازدواج است که در نهادهای دولتی مربوطه ویا سازمان‌های دینی ثبت نمی‌شود. امروزه براساس ازدواج مدنی زن و مرد با هم زندگی می‌کنند و کارهای مربوط به خانواده بر دوش هر دو تن است ولی از نظر قانون زن و شوهر رسمی محسوب نمی‌شوند.

### نکاح معاطاتی
ازدواجی است که به منظور تشکیل خانواده و حق تمتع و رابطه جنسی بین زن و مرد برقرار می‌شود اما فاقد ایجاب و قبول لفظی است و ممکن است طرفین بر مهریه، نفقه و سایر حقوق بین زوجین توافق کنند.

بعضی افراد ازدواج سفید را نوعی نکاح معاطاتی می‌دانند، بنابراین شرعی و قانونی بودن ازدواج سفید با این تعریف بستگی به صحت عقد نکاح بر اساس معاطات دارد. مطابق ماده ۱۹۳ قانون مدنی «در مواردی که قانون استثنا کرده باشد» معاطات صحیح است. از جمله موارد استثنا شده عقد نکاح است. در ماده ۱۰۶۲ این قانون آمده‌است: «نکاح واقع می‌شود به ایجاب و قبول به الفاظی که صریحاً دلالت بر قصد ازدواج نماید». یعنی حتماً به لحاظ حقوقی باید صیغه عقد ازدواج بیان شود و ایجاب و قبول باید لفظی باشدمگر در حالت عجز از تلفظ. محقق داماد می‌گوید قانون مدنی برای ایجاب و قبول صیغه‌ای خاص یا زبان و لفظ ویژه‌ای را ملحوظ نداشته‌است. بلکه هر زبان یا هر نوع صیغه‌ای را که دلالت صریح بر قصد ازدواج داشته باشد را کافی دانسته‌است. عدم جواز نکاج معاطاتی به نظر اکثر فقهای شیعه نظیر شیخ مرتضی انصاری، روح‌الله خمینی، محقق بحرانی، مکارم شیرازی مورد اجماع علمای شیعه و اهل سنت است. مذاهب شافعی، مالکی، حنبلی و حنفی همگی صیغه ایجاب و قبول را از شرایط عقد نکاح می‌دانند.

### ازدواج مدنی
اتحاد مدنی یا پیوند مدنی به نوعی از ازدواج گفته می‌شود که در آن حقوق و مسئولیت‌های زوجین نسبت به هم در قیاس با ازدواج یا پیوند زناشویی کمتر است. این گونه ازدواج گاهی اوقات با نام شراکت رسمی نیز شناخته می‌گردد. میزان حقوق و مزایایی که قانون اتحاد مدنی برای ازدواج در نظر می‌گیرد از کشوری به کشور دیگر متفاوت است. برای مثال در نیوزیلند تقریباً کلیهٔ حقوق و مزایای ازدواج در قانون اتحاد مدنی گنجانده شده‌است. در مقابل جمهوری چک مزایای بسیار کمتری را برای زوج‌هایی که وارد اتحاد مدنی می‌شوند در مقایسه با ازدواج، فراهم می‌کند. دانمارک به عنوان نخستین کشور در سال ۱۹۸۹ این قانون را به منظور فراهم کردن حقوق هم‌جنس‌گرایان، مزایا و مسئولیت‌هایی شبیه ازدواج دگرجنس‌گرایان تصویب کرد. در بعضی از کشورها همچون اروگوئه، فرانسه و نیوزیلند زوج‌های غیر هم‌جنس نیز می‌توانند به جای ازدواج وارد اتحاد مدنی گردند که اصطلاحاً به آن ازدواج غیر مذهبی هم می‌گویند. امروزه در ده‌ها کشور، اتحاد مدنی برای هم‌جنس‌گرایان و دگرجنس‌گرایان آزاد است.

### ازدواج غیررسمی
وضعیتی است که زن و مرد با هم زندگی می‌کنند و کارهای مربوط به خانواده بر دوش هر دو نفر است ولی بسته به تعریف از نظر قانون، عرف یا شرع زن و شوهر رسمی محسوب نمی‌شوند.

### ازدواج حقوق مشترک
چهارچوبی قانونی در تعدادی محدود از حکومت‌هاست که یک زوج بدون اینکه رابطه‌شان را به صورت رسمی به عنوان ازدواج شهروندی (en) یا دینی یا مذهبی ثبت کرده باشند مزدوج محسوب می‌شوند. راهکار اصلی «ازدواج عرفی» ازدواجی است که طرفین، آن را تأییدشده بدانند، اما به صورت مذهبی یا دولتی به‌طور رسمی ثبت نشده باشد یا در یک مراسم رسمی یا مذهبی انجام نشده باشد؛ و تنها گواه عملکرد و سازماندهی روابط بین دو زوج باشد که آن‌ها را به عنوان زوج به دیگران معرفی کند.

### ازدواج همجنس‌گرایان
به نوعی از ازدواج گفته می‌شود که بر اساس آن دو زوج همجنس به صورت قانونی وارد زندگی مشترک می‌شوند. این گونه از ازدواج بر اساس نوع حقوقی که برای این زوج‌ها فراهم می‌کند به چند نوع تقسیم می‌شود که در کامل‌ترین شکل خود، همهٔ حقوق شامل در ازدواج دگرجنسگرایان – از جمله حق سرپرستی فرزند – را به رسمیت می‌شناسد.

### ازدواج سفید (فرانسوی)
یا ازدواج الکی در زبان فرانسوی (انگلیسی: white marriage, فرانسوی: Mariage blanc‎) نوعی ازدواج بدون رابطه جنسی است. افراد ممکن است به دلایل گوناگونی ازدواج سفید داشته باشند، برای نمونه، یک ازدواج مصلحتی یا ازدواجی فرمالیته و غیرواقعی معمولاً برای کمک یا نجات یکی از طرفین ازدواج از مجازات، تعقیب، شکنجه یا آسیب، یا گاهی برای منافع اقتصادی، اجتماعی یا روادید صورت می‌گیرد. مثالی دیگر یک ازدواج بنفش است که طرفین یا یکی از آن‌ها متعهد می‌شود که همجنس‌گرایی دیگری یا هر دو را مخفی نگه دارد.

### ازدواج بنفش
نوعی ازدواج است که زن یا شوهر تمایلات معمول جنسی را ندارند، مثلاً تراجنسی هستند.

### ازدواج صوری
ازدواجی دروغین که برای فرار از قانون یا گرفتن ویزا انجام می‌شود. ازدواج صوری معمولاً به یکی از دو شکل زیر است:
1. فرد علاقه‌مند به مهاجرت به کشور مقصد، با پرداخت پول یا سایر روش‌ها یک مقیم یا تبعه آن کشور را متقاعد به ازدواج می‌کند.
2. فرد علاقه‌مند به مهاجرت به کشور مقصد، نه به خاطر عشق و علاقه بلکه صرفاً برای رسیدن به آن کشور به خواستگاری که مقیم یا تبعه آن کشور است، پاسخ مثبت می‌دهد.

### ازدواج مصلحتی
ازدواجی است که بر مبنای عشق و علاقه و برای تشکیل زندگی مشترک نباشد. ازدواج مصلحتی گاه به دلایل سیاسی یا استراتژیک صورت می‌پذیرد. اگر ازدواج برای فرار از قانون یا گرفتن ویزا انجام شود به آن ازدواج صوری می‌گویند.

### ازدواج بدون وصال
ازدواجی است که در آن رابطه جنسی وجود ندارد یا خیلی کم می‌باشد.
بعضی از زوج‌ها تا مدت‌ها بعد از ازدواج، موفق به همبستری نمی‌شوند، به‌طوری‌که خانم هم چنان دست نخورده و دوشیزه باقی می‌ماند. این زوج‌ها به دلیل شرم یا ترس، مشکل خود را بازگو نمی‌کنند.

### ازدواج سنتی
معمولاً به ازدواجی گفته می‌شود که با توصیه خانواده و بستگان انجام می‌شود و نوعی ازدواج با مداخله اطرافیان (به انگلیسی: Arranged marriage) است؛ و در تضاد با ازدواج عاشقانه (به انگلیسی: Love marriage) است.
این ازدواج را نباید ازدواج اجباری در نظر گرفت؛ چون در این ازدواج معمولاً پسر و دختر قبول می‌کنند که با رضایت خودشان ازدواج کنند.

### ازدواج سیاسی
ازدواجی است که صرفاً بر پایه عشق و علاقه دو طرف صورت نگرفته بلکه شاید اصلاً صحبت از علاقه درمیان نباشد و بیشتر جهت ایجاد یا تحکیم روابط بین دو گروه یا شخصیت سیاسی و با اهداف از پیش تعیین شده انجام پذیرد.

### ازدواج با محارم
اصلی پذیرفته در بسیاری از جوامع، مذاهب و کشورها است که به ممنوعیت ازدواج و رابطهٔ جنسی با خویشاوندان نزدیک اشاره دارد. افرادی که ازدواج میان آن‌ها حرام است در اصطلاح محرم نامیده می‌شوند. کلیه ادیان ابراهیمی این نوع ازدواج را ممنوع کرده‌اند.

### ازدواج سورورات
رسمی که در برخی جوامع وجود دارد زن‌برادرستانی (لویرات) است که بر پایهٔ آن زنی که شوهرش درگذشته با برادر شوهر خود ازدواج می‌کند.
دو رسم خواهرزن‌ستانی و زن‌برادرستانی نشان می‌دهد که ازدواج در جوامع سنتی، به منزلهٔ قراردادهای سنگین عرفی و شرعی و اجتماعی است، که بر اساس انتخاب دو گروه و دو طایفه و دو قبیله صورت می‌گیرد؛ نه بر اساس انتخاب آزاد دو تن.

### ازدواج خویشاوندی
ازدواجی است که زوج، جد یا نیای مشترک داشته باشند، مثلاً پسر عمو و دختر عمو، پسر خاله و دختر خاله، پسر دائی و دختر عمه، دختر دائی و پسر عمه. در خاورمیانه این نوع ازدواج بیشتر مرسوم است.

نگرانی‌هایی در رابطه با انتقال بیماری‌های ژنتیکی در ازدواج خویشاوندی وجود دارد؛ بنابراین در این نوع ازدواج‌ها مشاوره ژنتیک توصیه می‌شود.

### ازدواج گروهی
به معنای ازدواج چند تن با همدیگر به‌طور هم‌زمان است که در آن بیش از یک جفت (اردواج کلاسیک زن-مرد یا زن-زن یا مرد-مرد) با همدیگر زندگی مشترکی تشکیل می‌دهند و همگی همسر یکدیگر به‌شمار می‌آیند.
- تنها جایی که این ازدواج را می‌توان به‌طور رسمی انجام داد مناطقی از کشور برزیل است.[۵۲]

### ازدواج مجدد
یا «ازدواج دوباره»، ازدواج یک شخص پس از ازدواج اول می‌باشد. پژوهش‌ها نشان داده‌است که ازدواج مجدد برای افراد طلاق گرفته یا بیوه شده از نظر سلامتی روحی و جسمی مفید است.

### ازدواج عاشقانه
معمولاً به ازدواجی گفته می‌شود که بر پایه عشق و علاقه باشد و در تضاد با ازدواج سنتی است که معمولاً با توصیه خانواده و بستگان انجام می‌شود و نوعی ازدواج با مداخله اطرافیان (به انگلیسی: Arranged marriage) است.

### ازدواج کودکان
ازدواج در کودکی نوعی ازدواج رسمی یا غیررسمی است که در آن فرد قبل از رسیدن به ۱۸ سالگی وارد پیمان زناشویی می‌شود. حداقل سن ازدواج تعیین شده از جانب قانون در بسیاری از حوزهءهای قضایی ۱۸ سال می‌باشد، خصوصاً در مورد دختران؛ و حتی بعضاً قرار داشتن در ۱۸ سالگی نیز شامل قانون مذکور می‌شود.

### ازدواج در نوجوانی
یعنی ازدواج قبل از رسیدن یک یا هر دو زوج به سن قانونی ولی بعد از رسیدن به سن بلوغ (در ایران قبل از رسیدن به ۱۸ سال). دلایل این ازدواج‌ها می‌تواند بارداری نوجوانان، عشق نوجوانی، فشار خانواده یا دلایل مذهبی و فرهنگی باشد.

### ازدواج غیابی
ازدواجی گفته می‌شود که یکی از دو طرف ازدواج یا هر دو آن‌ها حضور نداشته باشند. ازدواج غیابی می‌تواند به دلیل حضور در سربازی، زندان یا کشور دیگری باشد.

### ازدواج با خود (سولوگامی)
به ازدواجی گفته می‌شود که فرد با خودش انجام می‌دهد؛ یعنی پیوندی بین خود با خود. حامیان از این نوع جدید ازدواج معتقدند که این کار، مهر تأییدی است بر ارزش نهادن فرد بر خودش.